# 馬提亞斯·布格
馬提亞斯·布格（法語：Mathias Bourgue，1994年1月18日—），法國網球運動員。他是一位右手握拍選手。在2014年法國網球公開賽上他打入男子單打第三輪。在2016年法國網球公開賽上他打入第二輪的賽事。